# Комиците и приятели
„Комиците“ е българско седмично комедийно телевизионно шоу.
Предаването е сред най-гледаните в българския телевизионен ефир. Според класациите на ТОП 50 ТВ предавания за определен месец то винаги е измежду първите 5 най-гледани телевизионни програми като привлича средно от около 1 милион до 1,5-милионна аудитория. Последният нов сезон на предаването е излъчен през пролетта на 2021 г., а оттогава нататък се излъчват повторения на стари епизоди на шоуто всеки делничен ден от 12:30 ч.

## Концепция
В рамките на по-малко от 1 час актьорите влизат в своите превъплъщения и изиграват своите скечове пред публиката в залата. Интересно е, че в публиката винаги на специални места на първия ред има и специални гости. Те са публично известни хора – министри, депутати, журналисти, социолози, спортисти, певци, актьори и т.н. Актьорите влизат в диалог с тях и ги включват в част от скечовете, затова и техните реакции са интересни. Между някои от скечовете танцува балет или някой от гостите изпълнява музикално произведение.

## Екип
Продуцентите са Евтим Милошев – АФТП и Любомир Нейков – АФТП, креативният продуцент е Иван Спасов, изпълнителен продуцент е Мария Спасова, ръководител на проекта е Петър Пейчев, отговорни сценаристи: Румен Димитров, Георги Стайков, сценарий – Виктор Чулев, Георги Андонов, Христо Раянов, хореографът е Петя Христова, за грим отговарят Гена Живкова, Яна Додова, Юлия Генчева, за косата отговаря Йорданка Георгиева, графичен дизайн – Иван Саров, постпродукция – Максим Ангелов, Румен Митов, Алберто Йорданов, директорът на продукцията е Светослав Славков, и режисьор – Димитър Назаров.

### Актьори
Изпълнителните продуценти Любо Нейков и Евтим Милошев, които създават шоуто малко след като Любо Нейков напуска Шоуто на Слави и Seven-Eight Production със Слави Трифонов и създава собствената си компания заедно с Евтим Милошев. Основните актьори в предаването са Любомир Нейков, Кръстьо Лафазанов, Христо Гърбов, които впоследствие си партнират и с Руслан Мъйнов, Иван Радоев, Петьо Петков – Шайбата, Васил Драганов, илюзиониста Ненчо Илчев, Анелия Луцинова, Ернестина Шинова и Албена Павлова. Петьо Петков – Шайбата и Васил Драганов се изявяват и като водещи в предаването.

### Балет
Балетът на Комиците се състои от 7 момичета по време на запис. Екипът представя разнообразие от стилове танци и хореографии. Дългогодишен хореограф е Петя Христова. Част от екипа с дългогодишен опит на сцената на „Комиците“ са и момичетата Елица Павликенова, Габриела Илиева, Лилия Сураджиева, Петя Пашинова, Лора Иванова.

## Студио и визия

### Началото
В началото Комиците се излъчва всеки понеделник и петък от 21:00. В рамките на 30 мин. сте в компанията на Любо Нейков, Кръстю Лафазанов, Христо Гърбов и Вежен Велчовски. Предаването се снима пред специално избрана публика в столичен клуб. Малко преди да се преместят в зала „Люмиер“ в НДК, към екипа се присъединяват Руслан Мъйнов, Петьо Петков – Шайбата и Ненчо Илчев.

### 2007 – 2008
От втория сезон на Комиците, те вече са с адрес зала „Люмиер“ в НДК. Шоуто отново се излъчва в 21:00 часа, но само в петък и вече с 45 минутно времетраене на епизод (без рекламите). Сцената описва междублоково пространство с нощни лампи, кофи за боклук, тераса от ляво на зрителите и врата отдясно, която не се знае къде води. На сцената актьорите излизат отзад блоковете, съответно ляво и дясно. Има 4 маси пред сцената, предназначени за специални гости (музикални изпълнители, актьори, политици и т.н.) На заден фон се вижда планетата Земя, отгоре червения надпис на Комиците, над него Комик и неговата сянка и вдясно от него червен блок.

### 2008 – 2012
Визията не е променена много. Червения под е заменен със сив такъв, а фона отзад е сменен със тъмно-син фон и бели светещи точки, изобразяващи нощта и звездите, а отпред е вече бялото лого на шоуто.

### 2012 – 2014
Единствената по-съществена промяна е това че вече сцената е с по-слабо осветление, придавайки усет за нощна обстановка. От 2012 до 2014 година, сцената се осветява по-малко с времето. С края на шести сезон на шоуто, идва края и на тази визия.

### 2014 – 2016
С идването на сезон 7 на 28 март 2014 година, идва и новата визия на шоуто. Нищо общо с миналия сет. Виждаме сиво-синьо-бяла сцена. Отзад виждаме големия син надпис на Комиците и микрофон зад него. На сцената актьорите влизат отзад. Отляво и отдясно има по един вентилатор, който се върти бавно и е чисто сложен за фон. Стените, прикриващи кулисите са сиво-бели. Подът е сив, но има един огромен кръг в средата на сцената, редуващ бяло и сиво. Няма как да не се види и чисто новото попълнение на Комиците – бенда, отдясно на сцената. С времето мястото за бенда става по-малко. В някои предавания синия цвят се заменя със светло-лилав. През 2015 година шоуто започва да се излъчва в 22:00 часа. Тази визия стои до края на сезон 9.

### 2016 – 2021
С идването на сезон 10 на 30 септември 2016 г. шоуто си променя името на „Комиците и приятели“. Бендът е премахнат. Шоуто е отново с нов адрес – Дом на културата „Искър, бул. „Кръстю Пастухов“ 23, 1592 ж. к. „Дружба“. Отново сетът е много различен. Този път сцената няма някакви по-специални декори, както преди. Залага се на една доста голяма сцена, осветена отстрани с лампи. Влиза се по обичай отстрани през едно синьо перде. Нещо ново е огромният екран на заден фон, играещ роля в повечето скечове. През сезон 12 шоуто е отново с нов час – 21:30 ч., с времетраене от 30 минути. Предаването се излъчва в понеделник, вторник и сряда. На 21, 22 и 23 декември 2020 г. са излъчени 3 специални нови епизода.
След година пауза на 26 февруари 2021 г. стартира шестнадесетият сезон, излъчва се всеки петък от 22:00 часа. От 31 май 2021 г. се излъчва всеки делничен ден от 22:00 до 22:30 ч.

## Известни скечове

### Бойко Борисов
Любо Нейков имитира Бойко Борисов и по комичен начин описва случващото се в държавата. 

### Новините на Комиците
Пародия на новините на БТВ. Любо Нейков и Кръстьо Лафазанов играят Юксел Накадриев и Виктория Бедрова. 

### Здравко Ахилесов и професор Тазобедрев
Комичен поглед към българското образование. Ненчо Илчев изграе студентът Здравко Ахилесов, който е изключително глупав и не може да вземе нито един изпит, въпреки това се явява постоянно. Харесва дъщерята на професор Тазобедрев, изигран от Кръстьо Лафазанов.

### Монолозите на Шайбата
Комедиен монолог на Шайбата, засягащ неща, които дразнят всички, например глупавите реклами или досадните въпроси на околните. 

### Копелетата
Скеч на Христо Гърбов, Шайбата и Руслан Мъйнов, пародиращ съвременните млади, темите им и начинът им на говорене. Обръщат се един към друг с "копеле". 

### Старците на Комиците
Изигран от Кръстьо Лафазанов, Хрито Гърбов и Любо Нейков. Засяга проблемите на съвременните пенсионери. 

### Ненчо и Ненка
Скеч, в който Ненчо Илчев прави фокуси, а Любо Нейков е неговата асистентка Ненка. 

### Познай коя е тази дума
Пародия на телевизионна игра с импулсен телефон. Водещ е Руслан Мъйнов, "зрителите" по телефона са останалите актьори. В началото всеки актьор излиза на сцената, впоследствие се чуват само гласовете им. 

### Ценко Цаков
Любо Нейков влиза в ролята на некадърен и самовлюбен тв водещ. Никога не чува какво му се казва в слушалката и задава съвсем нелогични въпроси. 

### Етажната собственост
Скеч, пародиращ събрание на жилищен блок с всички необходими елементи- крадлив домоуправител, каращи се помежду си съседи, съседка, постоянно търсеща секс и анонимният жител на шестнайсети апартамент, който винаги иска да каже нещо, но никога не успява.

## Турне
Когато предаването излиза в лятна ваканция след края на сезона му през годините се провежда и турне, което се провежда в по-големите градове от страната. Освен актьорите от предаването присъстват и редица известни изпълнители от музикалната сцена. През годините са се провеждали съответно:
- Технополис „Турнето на Комиците“ (15 – 29 август 2007 г.)
- Национално турне на „Комиците“ (14 – 29 август 2008 г.)
- Лятно турне „Ударно с Комиците“ (15 – 30 август 2010 г.)
- Национално турне „Сладки избори“ (13 – 27 август 2011 г.)
- Патриотично турне „Кръвта вода не става“ (11 – 25 август 2012 г.)
- Национално турне „Смях народен“ (18 – 31 август 2014 г.)